# Pirosvállú zöldgalamb
A pirosvállú zöldgalamb vagy madagaszkári zöldgalamb (Treron australis) a madarak osztályának galambalakúak (Columbiformes) rendjébe és a galambfélék (Columbidae) családjába tartozó faj.
A magyar név forrással nincs megerősítve.

## Előfordulása
Madagaszkár, a Comore-szigetek és Mayotte területén honos. Természetes élőhelyei a szubtrópusi vagy trópusi száraz erdők és a szubtrópusi vagy trópusi nedves alföldi erdők.

## Alfajai
- Treron australis australis (Linnaeus, 1771)
- Treron australis griveaudi Benson, 1960
- Treron australis xenius Salomonsen, 1934

## Megjelenése
Testhossza 28-32 centiméter. Súlya 168–256 g.

## Viselkedése
Nagyon rejtőzködő állat, ritkán látni, ezért igen keveset tudunk róla.

## Táplálkozás
Gyümölcsevő, főleg a füge gyümölcsét fogyasztja. Láttak olyan madarat amely egy táplálkozás alatt 65 termést fogyasztott el részben vagy egészben.

## Szaporodása
Fészkét szeptember-december táján építi. Feltehetően monogám. A fészek lazán épített lapos szerkezetű, melyet mindkét fél épít.